# Hans Jeschonnek
Hans Jeschonnek (ur. 9 kwietnia 1899 w Inowrocławiu, zm. 18 sierpnia 1943 w Kumieciach Wielkich) – niemiecki lotnik, generał lotnictwa, szef sztabu generalnego Luftwaffe podczas II wojny światowej.

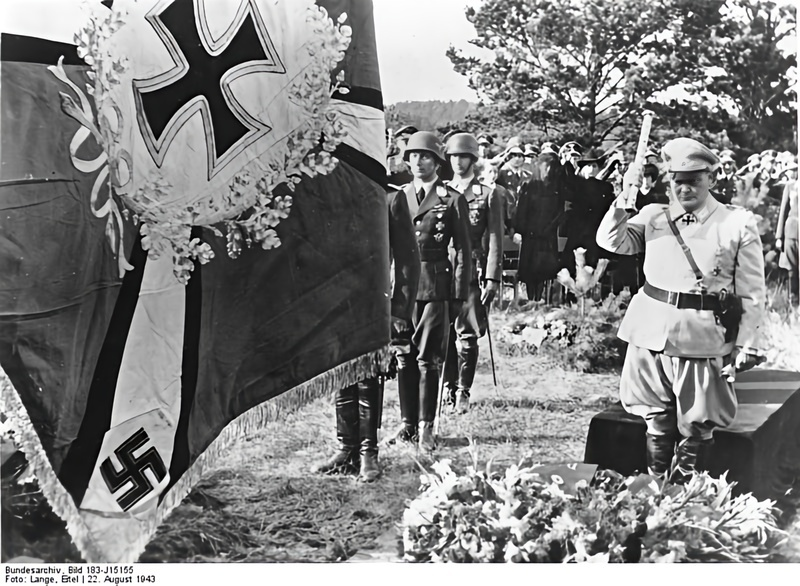
Pogrzeb generała Hansa Jeschonnka

## Życiorys
Urodził się w Inowrocławiu (wówczas  w Cesarstwie Niemieckim), jako syn nauczyciela. Uczył się w szkole kadetów i po wybuchu pierwszej wojny światowej, mając niecałe 16 lat, wstąpił 10 sierpnia 1914 do służby wojskowej w niemieckim 50. pułku piechoty, w stopniu chorążego. Już we wrześniu 1914 awansował na pierwszy stopień oficerski. Od 6 maja 1915 dowodził kompanią 50. pułku, został w tym czasie 6 października 1915 lekko raniony. W 1916 służył jako oficer w kompanii karabinów maszynowych, po czym od listopada 1916 ponownie jako dowódca kompanii. W lipcu 1917 zgłosił się ochotniczo do lotnictwa i następnie przeszedł szkolenie na pilota myśliwskiego. 13 kwietnia 1918 rozpoczął służbę w tym charakterze w eskadrze myśliwskiej Jasta 40, gdzie latał do końca wojny, bez większych sukcesów.
Po zakończeniu wojny, pozostał w armii. Od 24 grudnia 1918 do 26 stycznia 1920 służył w 129. eskadrze ochrony granic, na Górnym Śląsku. Przejściowo, od maja 1920 służył w kawalerii. Od 1922 jednakże zajmował stanowiska w Ministerstwie Wojskowym (RWM), m.in. inspektoracie do spraw uzbrojenia, gdzie brał udział w przygotowaniu tworzenia zabronionego przez Traktat Wersalski lotnictwa wojskowego. Wstąpił następnie do nowo utworzonej Luftwaffe. W 1933 został mianowany adiutantem sekretarza stanu w Ministerstwie Lotnictwa (RLM), od października 1934 do marca 1935 był adiutantem generała Erharda Milcha. W latach 1934–1935 Jeschonnek uzupełnił szkolenie lotnicze, po czym do 1937 służył jako dowódca jednostki szkolnej lotnictwa niemieckiego w Greifswald i tamtejszej bazy.
1 października 1937 Jeschonnek został szefem I Oddziału Operacyjnego Sztabu Generalnego Luftwaffe (od 1 lutego 1938, Sztabu Operacyjnego Sztabu Generalnego Luftwaffe). Od 1 lutego 1939 aż do śmierci w 1943 był szefem Sztabu Generalnego Luftwaffe, zajmując to stanowisko podczas drugiej wojny światowej.
Mimo początkowych sukcesów lotnictwa niemieckiego w realizowaniu strategii Blitzkriegu w Polsce i we Francji, w miarę niemożności odniesienia zwycięstw w bitwie o Anglię i na obszarze Morza Śródziemnego oraz pokonania lotnictwa radzieckiego, pozycja Jeschonnka we władzach niemieckich słabła, podczas gdy głównodowodzący lotnictwem Hermann Göring cieszył się zaufaniem Adolfa Hitlera. Między Jeschonnkiem i Göringiem pojawiły się animozje. Jeschonnek stał się w końcu główną osobą obarczoną przez Hitlera odpowiedzialnością za niemożność dostarczenia zaopatrzenia przez lotnictwo odciętym wojskom pod Stalingradem oraz przeciwstawienia się nalotom dywanowym lotnictwa amerykańskiego w lecie 1943, zwłaszcza nalotowi na Hamburg.
Po zniszczeniu przez brytyjskie bombowce ośrodka rakietowego w Peenemünde 17 sierpnia 1943 i obarczeniu za to winą przez Hitlera, Jeschonnek 18 sierpnia 1943 popełnił samobójstwo z pistoletu w pociągu sztabowym w Kumieciach Wielkich, koło kwatery głównej Robinson Sztabu Generalnego Luftwaffe w Puszczy Rominckiej nad jeziorem Gołdap.

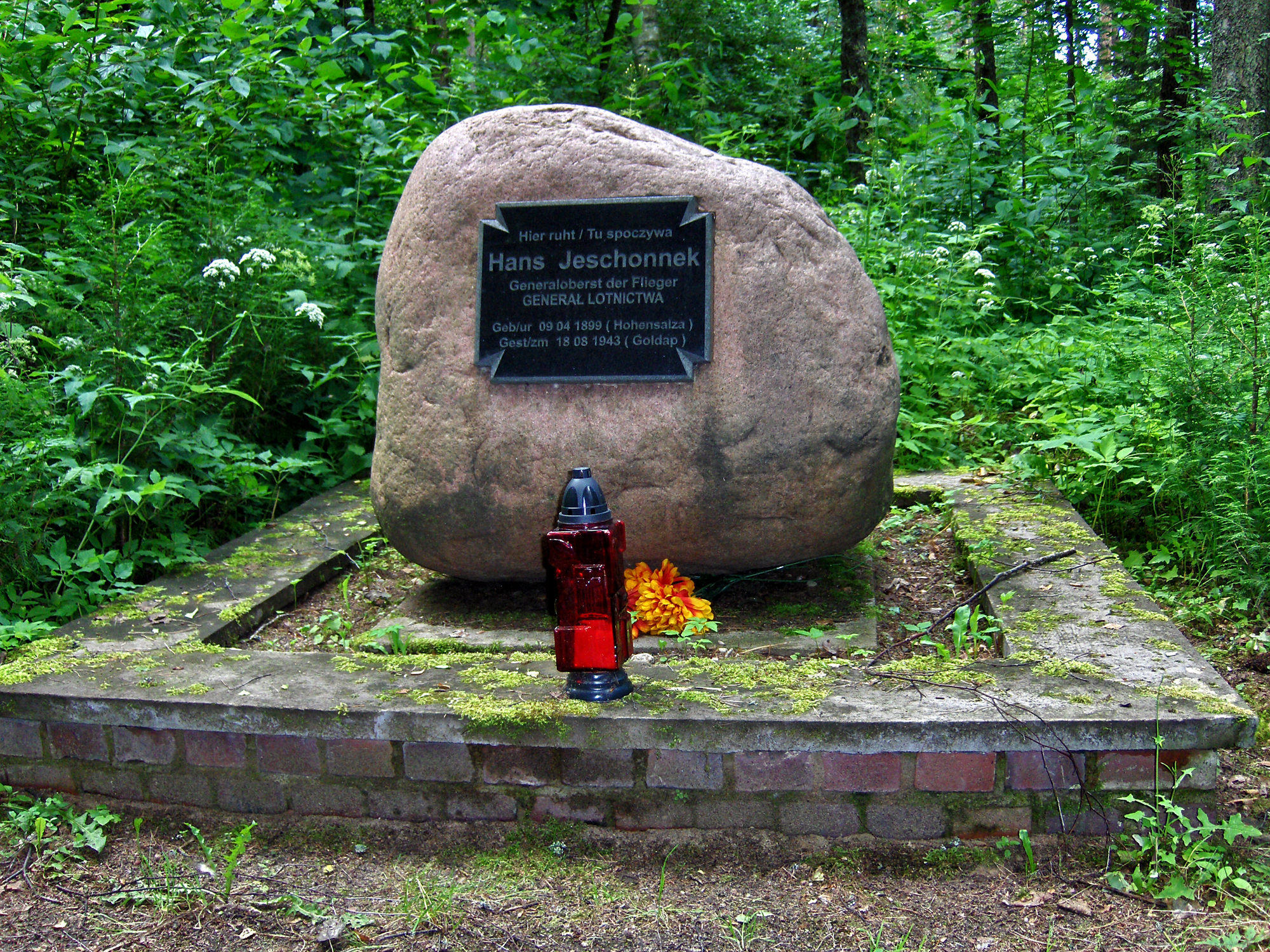
Grób Hansa Jeschonnka

Pochowany został na swoje życzenie nad brzegiem jeziora, grób znajduje się na terenie nieistniejącego już ośrodka Eldorado, w pobliskim lesie a przedstawia go tablica wyryta w dużym kamieniu. Jeschonnek pozostawił list, iż nie może już dłużej pracować z marszałkiem Rzeszy Göringiem. Władze niemieckie ukryły samobójstwo, podając jako oficjalną przyczynę krwotok żołądka.
Był odznaczony m.in. Krzyżem Rycerskim Krzyża Żelaznego (27. 10. 1939), Krzyżem Żelaznym I i II klasy (oba 1914), rumuńskim Orderem Michała Walecznego III (7. 11. 1941) i II klasy (1. 9. 1942), fińskim Krzyżem Wolności I klasy z gwiazdą i mieczami (25. 3. 1942) i innymi odznaczeniami niemieckimi.

## Kariera wojskowa
- 10 sierpnia 1914 – Fähnrich
- 26 września 1914 – Leutnant (podporucznik)
- 1 kwietnia 1925 – Oberleutnant (porucznik)
- 1 czerwca 1932 – Hauptmann (kapitan)
- 1 kwietnia 1935 – Major
- 1 kwietnia 1937 – Oberstleutnant (podpułkownik)
- 1 listopada 1938 – Oberst (pułkownik)
- 1 września 1939 – Generalmajor (generał major)
- 19 lipca 1940 – General der Flieger (generał lotnictwa)
- 1 marca 1942 – Generaloberst (generał pułkownik)